# 토니 투레크
안톤 "토니" 투레크(독일어: Anton "Toni" Turek, 1919년 1월 18일~1984년 5월 11일)는 독일의 축구 선수로, 현역 시절 골키퍼로 활약했다.

## 경력
뒤스부르크 출신인 투레크는 뒤스부르크 스포츠단에서 축구를 시작했지만, 얼마 지나지 않아 뒤스부르크 48/99로 이적했다. 그는 이후 크레펠트에서 열린 룩셈부르크와의 경기를 앞두고 1936년 9월 27일 연습 경기를 치르던 도중 제프 헤어베어거 독일 국가대표팀 감독의 눈도장을 찍었다. 경기를 앞두고 크레펠트와 뒤스부르크 48/99 간의 유소년부 경기에서 17세의 투레크는 뒤스부르크 48/99의 골문을 책임졌다. 제2차 세계 대전의 난중에, 투레크는 전투모에 총알 파편이 튄 덕에 위험을 모면했다.
1950년, 투레크는 포르투나 뒤셀도르프로 이적했다. 1950년부터 1954년까지, 그는 서독 국가대표팀 일원으로 20번의 경기를 치렀다. 그는 "베른의 기적"으로 회자되는 헝가리와의 1954년 월드컵 결승전에 출전했고, 우승을 거두었다.
히데그쿠티 난도르가 근거리에서 쏜 공을 선방할 때 헤르베르트 치머만은 "토니, 토니는 축구의 신입니다"라고 찬사를 보냈다. 그는 이 해설 내용 때문에 교회에 사과해야 했는데, 이는 교회 측은 일개 축구 선수가 신에 동격화되는 데에 불쾌감을 표했기 때문이었다.

## 최후
투레크는 1984년, 노이스에서 영면에 들었다. 그는 1973년 8월을 기점으로, 하반신이 마비된 것으로 알려졌다.

## 후평
그는 수 차례 입상하였으며, 독일 내에서 높은 평가를 받는데, 특히 라인란트에서는 그에 대한 평가가 다른 지역에 비해 더 높다.

## 참고 문헌
Werner Raupp: Toni Turek - "Fußballgott". Eine Biographie, Hildesheim: Arete Verlag 2019 (2018) (ISBN 978-3-96423-008-9).